# Asienspiele 2018/Karate
Bei den Asienspielen 2018 in Jakarta, Indonesien, wurden vom 25. bis 27. August 2018 insgesamt zwölf Wettbewerbe im Karate ausgetragen, je sechs für Männer und Frauen. Diese teilten sich zudem auf je Geschlecht fünf Wettbewerbe im Kumite und einen Wettbewerb im Kata auf.
Insgesamt nahm 186 Kämpfer aus 34 Nationen an den Wettbewerben teil. Erfolgreichste Nation war Japan, dessen Sportler vier Gold- und zwei Bronzemedaillen gewannen. Je zwei Goldmedaillen sicherten sich der Iran und Chinesisch Taipeh, wobei der Iran außerdem je drei Silber- und Bronzemedaillen gewann und Chinesisch Taipeh eine Silbermedaille und drei Bronzemedaillen. Gastgeber Indonesien schloss den Wettkampf mit einer Goldmedaille und drei Bronzemedaillen im Medaillenspiegel auf Rang sieben ab.

## Männer

### Kata
| Platz | Land              | Athlet                  |
| ----- | ----------------- | ----------------------- |
| 1     | Japan             | Ryō Kiyuna              |
| 2     | Chinesisch Taipeh | Wang Yi-ta              |
| 3     | Indonesien        | Ahmad Zigi Zaresta Yuda |
| 3     | Südkorea          | Park Hee-jun            |

Der Wettbewerb wurde am 25. August ausgetragen.

### Kumite

#### Bis 60kg
| Platz | Land       | Athlet                     |
| ----- | ---------- | -------------------------- |
| 1     | Indonesien | Rifki Ardiansyah Arrosyiid |
| 2     | Iran       | Amir Mehdizadeh            |
| 3     | Malaysia   | Prem Kumar Selvam          |
| 3     | Usbekistan | Sadriddin Saymatov         |

Der Wettbewerb wurde am 26. August ausgetragen.

#### Bis 67kg
| Platz | Land       | Athlet                 |
| ----- | ---------- | ---------------------- |
| 1     | Kuwait     | Ali Al-Shatti          |
| 2     | Kasachstan | Didar Amirali          |
| 3     | Jordanien  | Abdelrahman Al-Masatfa |
| 3     | Indonesien | Jintar Simanjuntak     |

Der Wettbewerb wurde am 26. August ausgetragen.

#### Bis 75kg
| Platz | Land              | Athlet             |
| ----- | ----------------- | ------------------ |
| 1     | Iran              | Bahman Askari      |
| 2     | Saudi-Arabien     | Raef Al-Turkistani |
| 3     | Chinesisch Taipeh | Hsu Wei-chun       |
| 3     | Jordanien         | Bashar Al-Najjar   |

Der Wettbewerb wurde am 27. August ausgetragen.

#### Bis 84kg
| Platz | Land              | Athlet               |
| ----- | ----------------- | -------------------- |
| 1     | Japan             | Ryūtarō Araga        |
| 2     | Kuwait            | Ahmad Al-Mesfer      |
| 3     | Iran              | Zabihollah Poursheib |
| 3     | Chinesisch Taipeh | Wu Chun-wei          |

Der Wettbewerb wurde am 27. August ausgetragen.

#### Über 84kg
| Platz | Land          | Athlet             |
| ----- | ------------- | ------------------ |
| 1     | Iran          | Sajjad Ganjzadeh   |
| 2     | Vietnam       | Nguyễn Minh Phụng  |
| 3     | Saudi-Arabien | Tareg Hamedi       |
| 3     | Kasachstan    | Danijar Juldaschew |

Der Wettbewerb wurde am 25. August ausgetragen.

## Frauen

### Kata
| Platz | Land     | Athletin                |
| ----- | -------- | ----------------------- |
| 1     | Japan    | Kiyou Shimizu           |
| 2     | Macau    | Sou Soi Lam             |
| 3     | Thailand | Monsicha Tararattanakul |
| 3     | Hongkong | Grace Lau               |

Der Wettbewerb wurde am 25. August ausgetragen.

### Kumite

#### Bis 50kg
| Platz | Land              | Athletin           |
| ----- | ----------------- | ------------------ |
| 1     | Chinesisch Taipeh | Gu Shiau-shuang    |
| 2     | Usbekistan        | Bakhriniso Babaeva |
| 3     | Japan             | Miho Miyahara      |
| 3     | Philippinen       | Junna Tsukii       |

Der Wettbewerb wurde am 27. August ausgetragen.

#### Bis 55kg
| Platz | Land              | Athletin                     |
| ----- | ----------------- | ---------------------------- |
| 1     | Chinesisch Taipeh | Wen Tzu-yun                  |
| 2     | Iran              | Taravat Khaksar              |
| 3     | Indonesien        | Cok Istri Agung Sanistyarani |
| 3     | Macau             | Wong Sok I                   |

Der Wettbewerb wurde am 26. August ausgetragen.

#### Bis 61kg
| Platz | Land       | Athletin       |
| ----- | ---------- | -------------- |
| 1     | China      | Yin Xiaoyan    |
| 2     | Iran       | Rozita Alipour |
| 3     | Usbekistan | Barno Mirzaeva |
| 3     | Hongkong   | Choi Wan Yu    |

Der Wettbewerb wurde am 26. August ausgetragen.

#### Bis 68kg
| Platz | Land       | Athletin          |
| ----- | ---------- | ----------------- |
| 1     | Kasachstan | Gusalija Gafurowa |
| 2     | China      | Tang Lingling     |
| 3     | Japan      | Kayo Someya       |
| 3     | Iran       | Pegah Zangeneh    |

Der Wettbewerb wurde am 27. August ausgetragen.

#### Über 68kg
| Platz | Land     | Athletin           |
| ----- | -------- | ------------------ |
| 1     | Japan    | Ayumi Uekusa       |
| 2     | China    | Gao Mengmeng       |
| 3     | Iran     | Hamideh Abbasali   |
| 3     | Pakistan | Nargis Hameedullah |

Der Wettbewerb wurde am 25. August ausgetragen.

## Medaillenspiegel
| Platz  | Land              | Gold | Silber | Bronze | Gesamt |
| ------ | ----------------- | ---- | ------ | ------ | ------ |
| 01     | Japan             | 4    | —      | 2      | 6      |
| 02     | Iran              | 2    | 3      | 3      | 8      |
| 03     | Chinesisch Taipeh | 2    | 1      | 2      | 5      |
| 04     | China             | 1    | 2      | —      | 3      |
| 05     | Kasachstan        | 1    | 1      | 1      | 3      |
| 06     | Kuwait            | 1    | 1      | —      | 2      |
| 07     | Indonesien        | 1    | —      | 3      | 4      |
| 08     | Usbekistan        | —    | 1      | 2      | 3      |
| 09     | Macau             | —    | 1      | 1      | 2      |
| 09     | Saudi-Arabien     | —    | 1      | 1      | 2      |
| 11     | Vietnam           | —    | 1      | —      | 1      |
| 12     | Hongkong          | —    | —      | 2      | 2      |
| 12     | Jordanien         | —    | —      | 2      | 2      |
| 14     | Malaysia          | —    | —      | 1      | 1      |
| 14     | Pakistan          | —    | —      | 1      | 1      |
| 14     | Philippinen       | —    | —      | 1      | 1      |
| 14     | Südkorea          | —    | —      | 1      | 1      |
| 14     | Thailand          | —    | —      | 1      | 1      |
| Gesamt | Gesamt            | 12   | 12     | 24     | 48     |